# Павло Смоляченко
Павло Смоляченко (узб. Pavel Smolyachenko; нар. 1 грудня 1991, Фергана, Узбекистан) — узбецький футболіст українського походження, півзахисник ферганського «Істіклола». Виступав за національну збірну Узбекистану.

## Життєпис
Павло Смоляченко розпочав свою професіональну кар'єру 2010 року в складі ферганської «Нафтчі». У складі «Нефтчі» виступав три сезони і за цей час зіграв у тридцяти трьох матчах і відзначився п'ятьма голами. У 2011 році на нього звернув увагу тодішній тренер національної та олімпійської збірної Узбекистану, Вадим Абрамов та Павло Смоляченко почав виступати у складі олімпійської збірної Узбекистану. У складі національної збірної, Смоляченко зіграв один матч – 25 березня 2011 року проти Чорногорії.
У 2013 році перейшов у ташкентський «Локомотив» і виступав за «залізничників» півсезону. У середині того ж року повернувся до «Нефтчі» та виступав за цей клуб до кінця 2014 року. На початку 2015 року поповнив лави самаркандського «Динамо». З другого кола перейшов до «Бухари». У січні 2019 року перейшов до клубу «Арема».

## Досягнення
«Арема»
- Кубок Президента Індонезії
  -  Володар (1): 2019[2]